# Esther Lehnert
Esther Lehnert (geboren 1966) ist eine deutsche Pädagogin und Professorin an der Alice Salomon Hochschule Berlin.

## Leben

### Ausbildung und Berufliche Entwicklung
Lehnert beendete ihr Pädagogik-Studium mit dem Diplom. Nach dem Studium war sie von 2002 bis 2004 Mitarbeiterin bei Camino – Werkstatt für Fortbildung, Praxisbegleitung und Forschung im sozialen Bereich gGmbh, einem Institut für Evaluation und wissenschaftliche Begleitung von gesellschaftspolitischen Projekten. Dort war sie beteiligt an der Realisierung eines Lokalen Aktionplans Potsdam gegen Rechtsextremismus, Rassismus und Gewalt. Von 2006 bis 2010 war sie Mitarbeiterin bei der Mobilen Beratung gegen Rechtsextremismus Berlin (MBR), einem Verein, der mit einem interdisziplinären Team staatliche und private Institutionen berät, fortbildet und unterstützt, um gegen rechtsextreme Anfeindungen gewappnet zu sein.

### Wissenschaftliche Karriere
Als Stipendiatin der Hans-Böckler-Stiftung nahm Lehnert ein Promotionsstudium auf. Ihre Doktorarbeit mit dem Titel Die Beteiligung von Fürsorgerinnen an der Bildung und Umsetzung der Kategorie „minderwertig“ im Nationalsozialismus. Öffentliche Fürsorgerinnen in Berlin und Hamburg im Spannungsfeld von Auslese und „Ausmerze“ wurde 2003 veröffentlicht. Das Buch erschien 2020 in der 3. Auflage.
Lehnert ist seit 2014 Professorin für Theorie, Geschichte und Praxis Sozialer Arbeit an der Alice Salomon Hochschule Berlin (ASH). Schwerpunkte ihrer Lehrtätigkeit sind die Themen Heimerziehung in der DDR und der BRD, Ideologien der Ungleichwertigkeit, Beratung und Geschichte, Theorie und Praxis der Sozialen Arbeit mit dem Schwerpunkt Rechtsextremismus.

### Forschungsschwerpunkte
In ihrer Forschung widmet sich Lehnert den Themen Gender und Rechtsextremismus, Sozialpädagogische Strategien im Umgang mit Rechtsextremismus, Geschichte der Sozialen Arbeit und Geschichte der Heimerziehung.
Lehnert analysiert in ihren historischen Studien vor allem die Zeit des Nationalsozialismus in Hinblick auf Soziale Arbeit und Heimerziehung. Eine der ersten Veröffentlichungen zu diesem Thema war ihre Doktorarbeit. Diese historischen Analysen sind die Basis für die Beurteilung des aktuellen bzw. modernen Rechtsextremismus.
Bei der Auseinandersetzung mit der Genderforschung kommt Lehnert zu dem Schluss, dass genaue Rollenvorgaben für die beiden Geschlechter eine wesentliche Rolle im Rechtsextremismus spielen. Sie beleuchtet zunächst das Verhalten und die Einstellungen von Männern, die von übertriebenem Männlichkeitshabitus geprägt sind. Parallel wendet sie sich den rechtsextremen Frauen zu und stellt fest, dass Frauen vermehrt im rechtsextremen Umfeld öffentlich auftreten. Das tun sie oft mit harmlosem Habitus. Lehnert stellt eine "doppelte Unsichtbarkeit" von rechtsextremen Frauen fest. Diese leitet Lehnert her aus dem gesellschaftlichen Phänomen, dass Mädchen ein politisches Engagement in Abrede gestellt wird und eher in soziales Engagement umdefiniert wird.
Aus diesen Analysen entwickelt Lehnert Präventionsmaßnahmen, die in den verschiedenen Bereichen der Sozialen Arbeit – in Schulen, in der Kita, in Sportvereinen, in der offenen Jugendarbeit – getroffen werden können.

### Engagement
Lehnert engagiert sich in verschiedenen Organisationen, die in engem Zusammenhang mit ihren Forschungsschwerpunkten stehen.
In der Amadeu Antonio Stiftung ist Lehnert Beraterin der Fachstelle für Gender, gruppenbezogene Menschenfeindlichkeit (GMF) und Rechtsextremismus. Sie ist aktiv in einem Projekt der Stiftung: Lola für Demokratie in Mecklenburg-Vorpommern. In diesem Projekt geht es um „demokratische Kultur, Geschlechtergerechtigkeit und eine gendersensible Auseinandersetzung mit Rechtsextremismus“.
Lehnert ist Vorstandssprecherin im Institut Solidarische Moderne (ISM) und Vertrauensdozentin der Hans-Böckler-Stiftung.
Im Rahmen eines Projektmoduls mit dem Titel „Ideologien der Ungleichwertigkeit – Gewalt und Prävention“ für das Wintersemester 2017/2018 intensivierte Lehnert die Kooperation mit ufuq e.V., einem Verein für Jugendhilfe mit den Schwerpunktthemen Islam, Islamfeindlichkeit und Islamismus.
Lehnert ist Mitglied im Forschungsnetzwerk Frauen und Rechtsextremismus und bei F_in Netzwerk Frauen im Fußball.
Lehnert ist Mitherausgeberin der 2021 neu gegründeten Zeitschrift für Rechtsextremismusforschung (ZRex). Zielgruppe dieser Zeitschrift sind Lehrende und Forschende der Politikwissenschaft, der Soziologie, der Psychologie und der Sozialen Arbeit.
Lehnert unterstützt die Rote Hilfe.

## Veröffentlichungen
Die Veröffentlichungen sind thematisch sortiert nach Forschungsschwerpunkten sortiert.

### Historische Analysen zur Sozialen Arbeit
- Die Beteiligung von Fürsorgerinnen an der Bildung und Umsetzung der Kategorie „minderwertig“ im Nationalsozialismus. Öffentliche Fürsorgerinnen in Berlin und Hamburg im Spannungsfeld von Auslese und „Ausmerze“. Dissertation. Mabuse, Frankfurt am Main 2003. 2. Auflage 2018; 3. Auflage 2020, ISBN 978-3-86321-518-7.[19]
- Pflegeamtsfürsorgerinnen und die Betreuung „gefährdeter“ Frauen und Mädchen. Aufsatzsammlung. In: Katja Limbächer und Maike Mertens (Hrsg.): Das Mädchenkonzentrationslager Uckermark. Münster 2000, ISBN 978-3-89771-202-7, S. 44–62. 2. Auflage 2005, ISBN 978-3-89771-204-1.
- Fürsorge im Nationalsozialismus – Die Beteiligung von Fürsorgerinnen an einem ausmerzenden System. In: Constance Engelfried und Corinna Voigt-Kehlenbeck (Hrsg.): Gendered Profession. Soziale Arbeit vor neuen Herausforderungen in der zweiten Moderne. Verlag für Sozialwissenschaften / Springer Fachmedien, Wiesbaden 2010, ISBN 978-3-531-16904-0, S. 77–90 (springer.com).
- Öffentliche Fürsorge im Nationalsozialismus – die Beteiligung von Fürsorgerinnen. In: Forum Sozial, Die berufliche Soziale Arbeit. Nr. 4, 2013, S. 14–18.

### Gender und Rechtsextremismus

#### Bedeutung von Gender im rechtsextremen Umfeld
- Migrantinnen und Fußball. Zwischen Vorurteilen, Diskriminierung und Spaß am Sport. In: terra cognita. Schweizer Zeitschrift zur Integration und Migration. Band 12, 2008, S. 76–77 (terra-cognita.ch [PDF]).
- „Gender“ und Rechtsextremismusprävention. In: Ralf Melzer (Hrsg.): Expertisen für Demokratie. Band 2. Friedrich-Ebert-Stiftung / Forum Berlin, Berlin 2011, ISBN 978-3-86872-872-9 (fes.de [PDF]).
- Warum die Kategorie Gender wesentlicher Bestandteil von Rechtsextremismus-Prävention sein sollte. In: Stephan Bundschuh, Ansgar Drücker, Thilo Scholle (Hrsg.): Wegweiser – Jugendarbeit gegen Rechtsextremismus. Wochenschau-Verlag, Schwalbach/Taunus 2012, ISBN 978-3-89974-770-6, S. 61–73.[20]
- mit Heike Radvan: Gender als wesentlicher Bestandteil des modernen Rechtsextremismus, Konsequenzen und Herausforderungen für die pädagogische Praxis. In: Offene Jugendarbeit. Rechtsradikalismus – Prävention und Gender. Band 4, 2012, S. 34–50.
- Geschlechterrollen im modernen Rechtsextremismus: „Richtige Kerle“ und „wahre Frauen“ und was das mit Sozialer Arbeit zu tun haben kann. In: Diakonie Deutschland – Evangelischer Bundesverband (Hrsg.): Demokratie gewinnt! Berlin 2015, S. 40–42.
- Die Relevanz der Geschlechterrollen im modernen Rechtsextremismus. Gender matters!? In: Christoph Kopke und Wolfgang Kühnel (Hrsg.): Demokratie, Freiheit und Sicherheit. Festschrift zum 65. Geburtstag von Hans-Gerd Jaschke. Nomos, Baden-Baden 2017, ISBN 978-3-8487-4368-1, S. 201–220.[21]
- mit Enrico Glaser: Diskriminieren Mädchen* und Jungen* anders? Pädagogischer Umgang mit Gruppenbezogener Menschenfeindlichkeit. Hrsg.: Alice Salomon Hochschule Berlin. Amadeu Antonio Stiftung, Berlin 2019, DNB 1201841178 (amadeu-antonio-stiftung.de [PDF]).

#### Männer im rechtsextremen Umfeld
- Plädoyer für eine geschlechterreflektierende sozialpädagogische Arbeit mit männlichen Fans. In: Deutsches Jugendinstitut (Hrsg.): Blick von außen. DJI Thema 2006. (dji.de).
- Auf der Suche nach Männlichkeiten in der sozialpädagogischen Arbeit mit Fans. In: Eva Kreisky und Georg Spitaler (Hrsg.): Arena der Männlichkeit. Über das Verhältnis von Fußball und Geschlecht. Campus, Frankfurt am Main / New York 2006, ISBN 978-3-593-38021-6, S. 83–96.
- Esther Lehnert: Wann ist der Mann ein Mann? Ein modulares Bildungskonzept zum Thema „Männer privat“ und „Männlichkeit und Arbeitswelt“. Hrsg.: BV Arbeit und Leben Niedersachsen Ost / Arbeitsstelle Rechtsextremismus und Gewalt. Braunschweig 2007, ISBN 978-3-932082-29-0.
- »Angriff auf Gender Mainstreaming und Homo-Lobby« – der moderne Rechtsextremismus und seine nationalsozialistischen Bezüge am Beispiel der Geschlechterordnung. In: Robert Claus, Esther Lehnert und Yves Müller (Hrsg.): "Was ein rechter Mann ist ...". Männlichkeiten im Rechtsextremismus. Dietz, Berlin 2010, ISBN 978-3-320-02241-9, S. 89–99.
- Männlichkeiten im Rechtsextremismus. In: Bündnis 90/Die Grünen (Hrsg.): Nicht nur der soziale Kitt – Frauen in der Nazi-Szene, Dokumentation des Fachgesprächs im Bundestag am 20.06.2011 in Berlin. Juli 2011, S. 9–24.

#### Frauen im rechtsextremen Umfeld
- mit Heike Radvan: Rechtsextreme Frauen – Analysen und Handlungsempfehlungen für Soziale Arbeit und Pädagogik. Verlag Barbara Budrich, Opladen / Berlin 2016, ISBN 978-3-8474-0700-3.[22]
- mit Renate Bitzan: Nationalistischer Nachwuchs. Erziehungsvorstellungen von Frauen in der extremen Rechten. In: Der Rechte Rand. Band 113, 2008, S. 6–35.
- Pluralisierung von Weiblichkeitskonstruktionen im modernen Rechtsextremismus und sich hieraus ergebende Herausforderungen für die pädagogische Praxis. In: Überblick. Vierteljahreszeitschrift von IDA-NRW. Band 4.
- mit Juliane Lang: „…wir sind trotzdem aktiv und wir stehen trotzdem unsere Frau, stehen mit bei der Demo oder beim Infostand und sind deswegen noch lange keine Heimchen am Herd…“ Mädchen und Frauen im Rechtsextremismus. In: Außerschulische Bildung. Band 42, Nr. 1, 2011, S. 40–45.
- mit Frauke Büttner und Juliane Lang: Weder harmlos noch friedfertig. Mädchen und Frauen im Rechtsextremismus. In: Vorgänge. Zeitschrift für Bürgerrechte und Politik. Band 197, 2012, S. 77–85.
- mit Frauke Büttner und Juliane Lang: Frauen im Rechtsextremismus. Ein immer noch unterschätztes Phänomen. In: Regionale Arbeitsstelle für Bildung, Integration und Demokratie Mecklenburg-Vorpommern e. V. (Hrsg.): Rechts Oben II. Regionale Arbeitsstelle für Bildung, Integration und Demokratie Mecklenburg-Vorpommern e. V., Waren (Neubrandenburg) 2016, ISBN 978-3-00-052362-5, S. 42–50.
- Mädchen* und Frauen* im modernen Rechtsextremismus. In: Schriftenreihe zur Mädchenarbeit und Mädchenpolitik. Rassismuskritische Mädchen*arbeit in der Migrationsgesellschaft. Band 16, 2017, S. 20–31.
- mit Marion Mayer: Rechte Frauen als Herausforderung für die Soziale Arbeit und Beratung. In: Michaela Köttig, Dieter Röh und andere (Hrsg.): Soziale Arbeit in der Demokratie – Demokratieförderung in der Sozialen Arbeit : theoretische Analysen, gesellschaftliche Herausforderungen und Reflexionen zur Demokratieförderung und Partizipation. Verlag Barbara Budrich, Opladen / Berlin 2019, ISBN 978-3-8474-2297-6, S. 206–215.[23]
- Braune Mädels. Von Rechtsextremistinnen. Aufsatzsammlung. In: Mädchen. Friedrich Verlag, Hannover 2019, DNB 1197087680, S. 118–120.[24]

### Sozialpädagogische Strategien im Umgang mit Rechtsextremismus
- mit Ingo Siebert: Handreichung „Rechtsextremismus“ zum Lokalen Aktionsplan für Toleranz und Demokratie gegen Gewalt, Rechtsextremismus und Fremdenfeindlichkeit für die Landeshauptstadt Potsdam. Teil der Anne-Frank-Shoah-Bibliothek. Hrsg.: Camino – Werkstatt für Fortbildung, Praxisbegleitung und Forschung im Sozialen Bereich gGmbH. Camino, Berlin 2003, DNB 1025283074.
- mit Ingo Siebert: Auf den Weg gebracht: für Demokratie und Toleranz. Erfahrungen aus der Umsetzung des Lokalen Aktionsplanes für Toleranz und Demokratie Potsdam 2002 – 2004. Teil der Anne-Frank-Shoah-Bibliothek. Hrsg.: Camino – Werkstatt für Fortbildung, Praxisbegleitung und Forschung im Sozialen Bereich gGmbH. Camino, Berlin 2004, DNB 1025282922.

- mit Ingo Siebert: Der Lokale Aktionsplan Potsdam – eine effektive kommunale Strategie gegen Rechtsextremismus?: Erfahrungen aus der Umsetzung des Lokalen Aktionsplanes für Toleranz und Demokratie Potsdam. In: Neue Praxis. Zeitschrift für Sozialarbeit, Sozialpädagogik und Sozialpolitik. Band 35, Nr. 4, 2005, S. 405–418.
- mit Matthias Müller: Was bleibt? Rudow nach den rassistischen Brandanschlägen. In: Apabiz / MBR (Hrsg.): Berliner Zustände 2008. Ein Schattenbericht über Rechtsextremismus, Rassismus und Homophobie. 2009, S. 40–44.
- mit Bianca Klose: Geschlechterreflektierende sozialpädagogische Ansätze als Bestandteil integrierter Handlungsstrategien. In: Betrifft Mädchen. Band 22, 2009 (fes-gegen-rechtsextremismus.de [PDF]).
- Parteiliche Mädchenarbeit und Rechtsextremismus-Prävention. In: Amadeu Antonio Stiftung / Heike Radvan (Hrsg.): Gender und Rechtsextremismus-Prävention. Metropol-Verlag, Berlin 2013, S. 197–221.
- mit Heike Radvan: Rechtsextremismusprävention und geschlechterreflektierende Ansätze. In: Forum Sozial. Nr. 1, 2014, S. 24–28.
- Warum einerseits die Arbeit an dem Thema Gender nie aufhört und andererseits das Projekt „Mut vor Ort“ sehr erfolgreich gewesen ist. In: Mut vor Ort (Hrsg.): Bedingungen und Erfahrungen geschlechterreflektierender Neonazismusprävention. Chemnitz 2014, S. 34–40.
- mit Heike Radvan: Geschlechterreflektierende Arbeit mit rechtsextrem Orientierten. In: Silke Baer, Kurt Möller und Peer Wiechmann (Hrsg.): Verantwortlich Handeln: Praxis der Sozialen Arbeit mit rechtsextrem orientierten und gefährdeten Jugendlichen. Verlag Barbara Budrich, Opladen / Berlin / Toronto 2014, ISBN 978-3-8474-0173-5, S. 89–101.[25]
- Kita und Rechtsextremismus – (k)ein Thema für uns? In: Projekt Eltern stärken (Hrsg.): Eine Broschüre über Rechtsextremismus als Thema in der Kita. Berlin 2015, S. 8–11.[26]
- mit Heike Radvan: Rechtsextremismus als Herausforderung für frühkindliche Pädagogik. In: Heinrich-Böll-Stiftung (Hrsg.): Ideologien der Ungleichwertigkeit. Heinrich-Böll-Stiftung, Berlin 2016, ISBN 978-3-86928-151-3, S. 126–138.
- mit Enrico Glaser: Verstellter Blick. Eine Absage an „Deradikalisierung“ im Zusammenhang mit Jugend- und Präventionsarbeit. In: Friedrich Burschel (Hrsg.): Durchmarsch von rechts. Völkischer Aufbruch: Rassismus, Rechtspopulismus, Rechter Terror. Rosa-Luxemburg-Stiftung, Berlin 2016, DNB 1111065071, S. 125–130. 3. Auflage 2018.
- mit David Meiering, Aziz Dziri, Naika Foroutan, Simon Teune, Marwan Abou Taam: Brückennarrative. Verbindende Elemente für die Radikalisierung von Gruppen. Aufsatzsammlung. Leibniz-Institut Hessische Stiftung Friedens- und Konfliktforschung (HSFK), Frankfurt am Main 2018, ISBN 978-3-946459-35-4.
- mit Heike Radvan: Fallanalysen und Handlungsmöglichkeiten in der Praxis. In: Amadeu Antonio Stiftung – Fachstelle Gender, GMF und Rechtsextremismus (Hrsg.): Ene, mene, muh – und raus bist du! Ungleichwertigkeit und frühkindliche Pädagogik. Amadeu Antonio Stiftung, Berlin 2018, ISBN 978-3-940878-36-6, S. 10–27.
- Kulturkampf von Rechts. Herausforderungen für die Soziale Arbeit. In: Arbeitsgemeinschaft Jugendfreizeitstätten Sachsen e. V. (Hrsg.): Mut. Interventionen. Zwischenbericht. Chemnitz 2018, S. 58–59.
- Der Begriff des Völkischen grenzt aus. Interview mit Esther Lehnert. In: Fach- und Netzwerkstelle Lichtblicke et al (Hrsg.): Nachgefragt! Gestärkt für ein solidarisches Miteinander. Berlin 2018, S. 14–18.
- mit David Meiering, Aziz Dziri, Naika Foroutan, Simon Teune, und Marwan Abou-Taam: Radikalisierung von Gruppen: Brückennarrative als verbindende Erzählungsstrukturen. In: Christopher Daase, Nicole Deitelhoff, Julian Junk (Hrsg.): Gesellschaft extrem. Was wir über Radikalisierung wissen. Campus, Frankfurt 2019, ISBN 978-3-593-51023-1, S. 91–130.
- In der Sozialen Arbeit gibt es keine explizite Auseinandersetzung mit dem Thema Antisemitismus. In: Gudrun Perko, Leah Carola Czollek und Naemi Eifler (Hrsg.): Antisemitismus als Aufgabe für die  Schulsozialarbeit – Expert_innen im Gespräch. Beltz Juventa, Weinheim / Basel 2021, ISBN 978-3-7799-6468-1, S. 28–31.